# L'Affaire Pasolini
Pour plus de détails, voir Fiche technique et Distribution.
L'Affaire Pasolini (titre original : La macchinazione, littéralement « la machination ») est un film dramatique franco-italien réalisé par David Grieco sorti en 2016.

## Synopsis
Rome, été 1975. Pier Paolo Pasolini, poète et réalisateur à succès, travaille à la production du film Salò ou les 120 Journées de Sodome et, entre-temps, écrit ce qui sera son dernier roman,  Pétroloe, dans lequel il parle de l'économie italienne. Depuis quelque temps, cependant, Pasolini est engagé dans une relation homosexuelle avec Giuseppe Pelosi, un jeune  criminel romain. Un soir, les amis de Pelosi volent le négatif du film Salò et demandent au poète une très grosse somme d'argent pour le lui rendre. C'était un piège et dans la nuit du 1er au 2 novembre 1975, Pier Paolo Pasolini est sauvagement assassiné.

## Fiche technique
- Titre original : La macchinazione
- Réalisation : David Grieco
- Scénario : David Grieco et Guido Bulla
- Décors : Carmelo Agate
- Costumes : Nicoletta Taranta
- Photographie : Fabio Zamarion
- Montage : Francesco Bilotti
- Musique : Pink Floyd et Roger Waters
- Producteur : Dominique Desforges
  - Coproducteur : Vincent Brançon, Lionel Guedj et Dominique Marzotto
  - Producteur associé : Alice Buttafava
  - Producteur exécutif : Marina Marzotto
  - Producteur délégué : Gabriele Pacitto
- Sociétés de production : Propagande Italia et To Be Continued
- Société de distribution : 2iFILMS
- Pays d'origine :  Italie et  France
- Langue originale : italien et français
- Format : couleur
- Genre : thriller dramatique
- Durée : 113 minutes
- Dates de sortie :
  - Italie : 24 mars 2016
  - France : 21 août 2019

## Distribution
- Massimo Ranieri : Pier Paolo Pasolini
- Libero De Rienzo : Antonio
- Matteo Taranto : Sergio
- Milena Vukotic : Susanna Pasolini
- François-Xavier Demaison : Moreau
- Alessandro Sardelli : Pino Pelosi
- Roberto Citran : G.S.
- Catrinel Marlon
- Paolo Bonacelli : Vascovo